# 韬奋基金会
韬奋基金会是中华人民共和国新闻出版界唯一的全国性、公益性基金会，由国家新闻出版广电总局主管，1986年9月成立。

## 历任理事长
- 张友渔
- 孙起孟
- 钟修身
- 聂震宁[3]